# ニューヨーク、恋人たちの2日間
『ニューヨーク、恋人たちの2日間』（2 Days in New York）は、ジュリー・デルピー監督・脚本・主演による2012年のロマンティック・コメディ映画である。2007年のデルピーの映画『パリ、恋人たちの2日間』の続編である。

## キャスト
- ジュリー・デルピー
- クリス・ロック
- アルベール・デルピー
- アレクシア・ランドー
- アレックス・ナオン
- マリンダ・ウィリアムズ（英語版）
- アーサー・フレンチ（英語版）
- ケイト・バートン（英語版）
- ディラン・ベイカー
- ダニエル・ブリュール
- ヴィンセント・ギャロ

アルベール・デルピーはジュリー・デルピーの実父である。

## 公開
2012年1月23日にサンダンス映画祭でプレミア上映された。4月26日にトライベッカ映画祭、5月21日にシアトル国際映画祭で上映された。
フランスでは2012年3月28日、イギリスでは5月18日、アメリカ合衆国では8月10日に劇場公開された。